# Limbukten

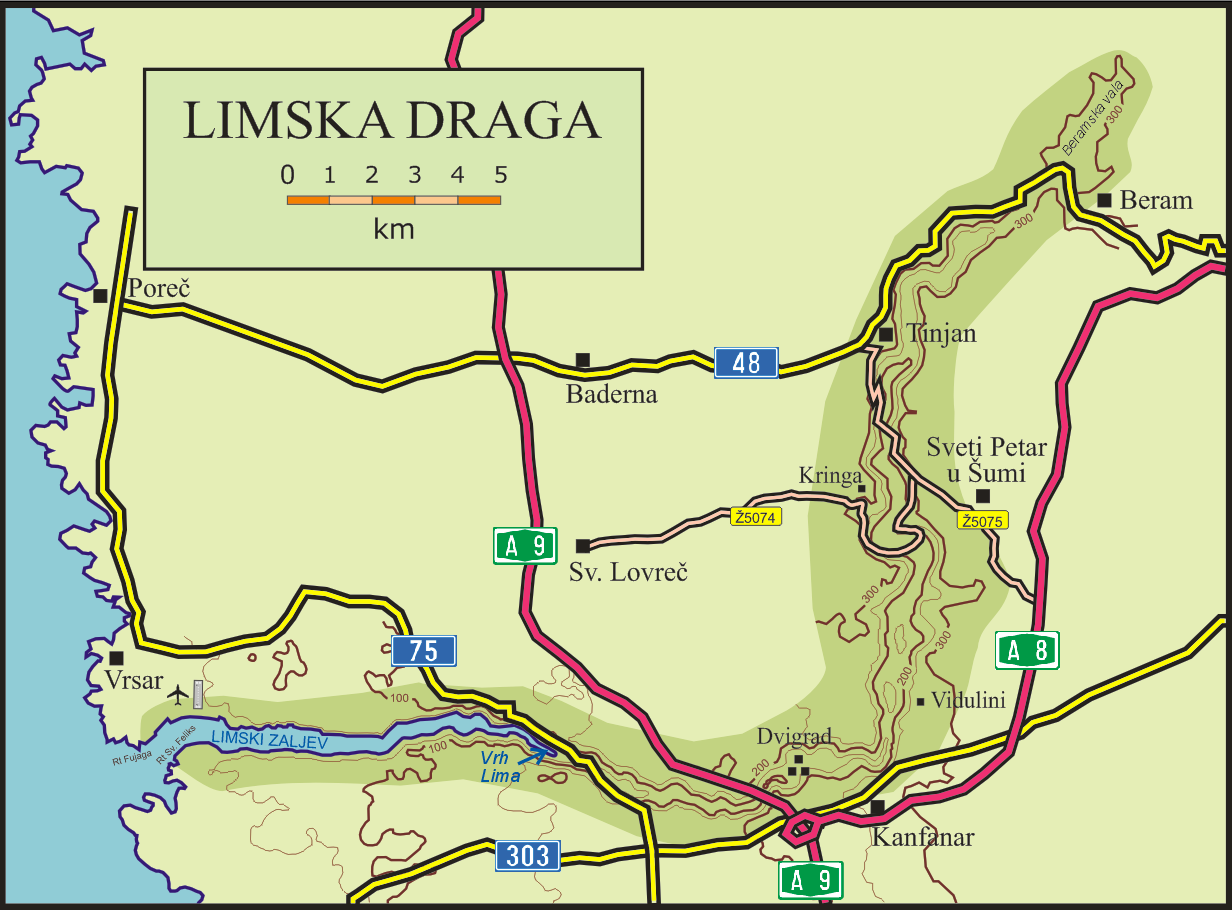
Karta över Limbukten.

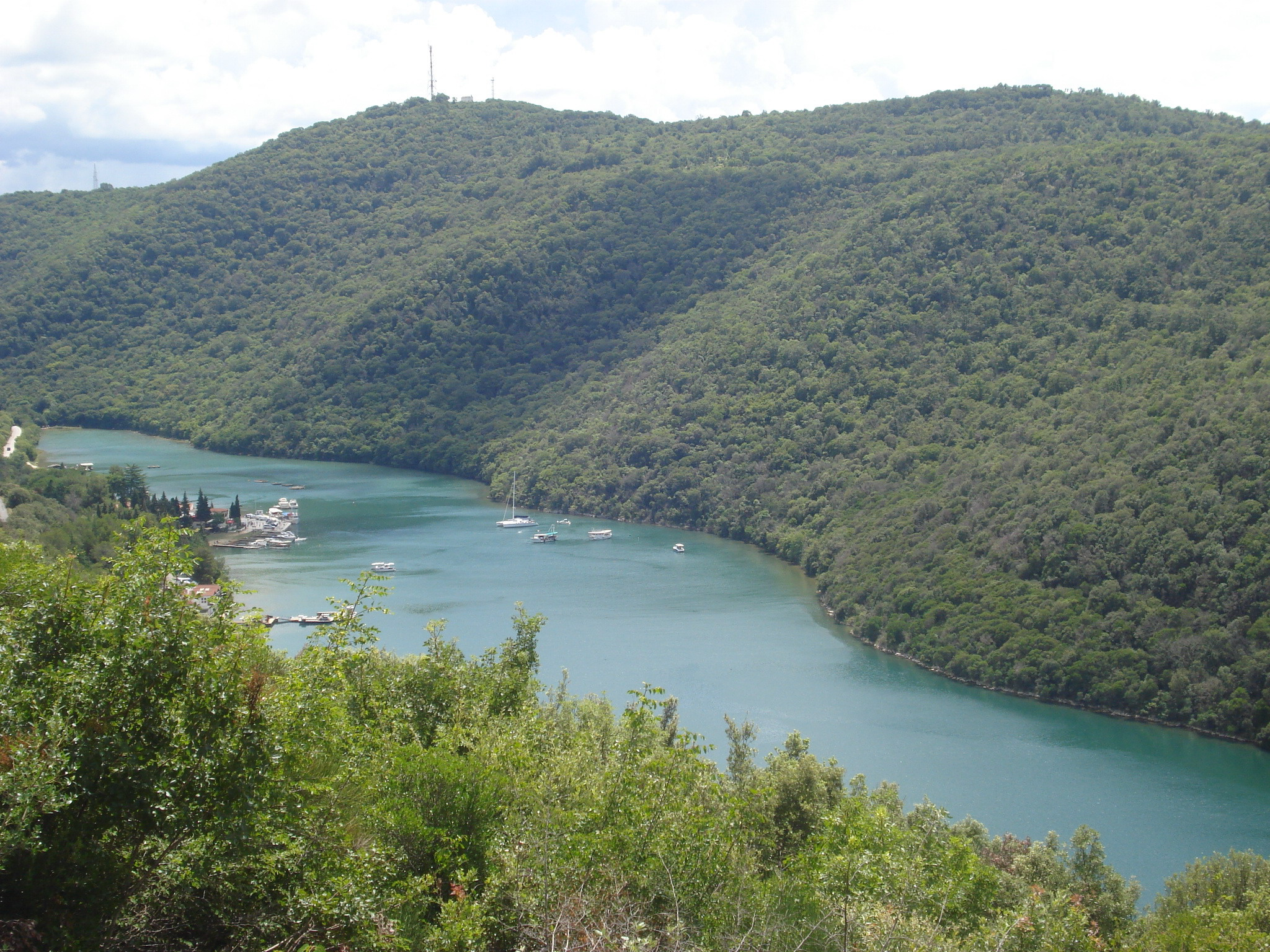
Del av Limbukten år 2014.

Limbukten (kroatiska: Limski zaljev) eller Limviken (Limska draga) är en bukt i Kroatien. Den ligger mellan orterna Rovinj och Vrsar på den istriska halvön i nordvästra Kroatien. Buktens namn kommer från det latinska ordet 'limes' som betecknar gränser. I området gick tidigare gränsen mellan de romerska provinserna Dalmatia och Italia.  
I folkmun och litteraturen kallas bukten ibland oriktigt för Limfjorden (Limski fjord) eller Limkanalen (Limski kanal). Men Limbukten är varken en fjord eller kanal. Limbukten var ursprungligen floden Pazinčicas ria som mynnade i Adriatiska havet. Sedan floden bytt kurs mynnar den i Pazingrottan. I den tidigare flodbädden trängde havsvatten in och Limbukten kom till.  

## Beskrivning
Limbukten är sedan år 1964 ett naturskyddsområde med status som "särskilt landskap". Dess längd är 12,8 kilometer. På sin vidaste plats är den 600 meter bred och i den östligaste smalaste delen är den 200 meter bred. Bukten påminner om en kanjon där de högsta bergssidorna är 230 meter höga.
I bukten odlas musslor och fisk och området är ett turistmål.       

## Limbukten i fiktion
Filmen Vikingarna med bland annat Kirk Douglas och Tony Curtis i rollerna spelades in vid Limbukten år 1957.
Filmen Röde Orm och de långa skeppen med bland annat Richard Widmark och Sidney Poitier i rollerna spelades in vid Limbukten år 1964